# Partien
Partien (persiska: اشکانیان, Ashkâniân; grekiska: Παρθία; latin: Parthia) var i forntiden namnet på ett land, som ungefär motsvarade persiska provinsen Khorasan, sålunda öster om Medien och sydöst om Kaspiska havet, skilt därifrån av Hyrkaniens fruktbara slätt. 

## Förhistoria
Partien var bebott av en iransk stam, som kallade sig Parthava, varav pehlevispråkets namn är en senare avledning. Under persiska rikets storhetstid var parterna dess undersåtar och deltog i Xerxes I hämndetåg mot antikens Grekland (Hellas). De lydde sedan under Alexander den store; efter hans död tillföll Partien snart det syriska riket. Landets satrap Andragoras gjorde sig under Seleukos II:s regering i Syrien omkring 255 f.Kr. oavhängig, men föll snart (248; årtalet 256 har numera uppvisats vara felaktigt) för hövdingen över en iransk nomadstam (dakiska skyter), Arsakes I. Han gav riket den författning, som sedan uppehölls till rikets senaste tid.

## Samhälle
De skytiska nomader, som följt Arsakes (Ashk), blev den härskande feodaladeln och bildade kungens råd. De stora länsfurstendömena styrdes av satraper, som i sin ordning hade ringare vasaller under sig. Länsadeln uppsatte kavalleriet, som var skickligt både i rid- och skjutkonsten; de partiska ridande bågskyttarna kunde bl.a. träffa motståndarna med pilar, som de avsköt bakom sig, medan de låtsades fly. Infanteriet utgjordes till största delen av militäriskt utbildade slavar. Skyterna blandade sig snart med de ursprungliga invånarna. De upptog Zoroasters lära och flera persiska institutioner. Senare vann grekiskt språk och grekiska föreställningar insteg, till och med grekiska städer anlades. Mot hellenismens intrång kämpade i synnerhet prästerna. Till en fullt enhetlig stat sammansmälte Partien aldrig. I den mån riket växte på det persiska rikets bekostnad, flyttades dess tyngdpunkt åt väster, och kungarna bodde, som de forna storkonungarna, om somrarna i Ekbatana och om vintern i Ktesifon. 
Officiellt kallades alla kungarna Arsakes, såsom nästan alltid på mynten (se arsakiderna), men de hade också individuella namn, under vilka de är kända i historien. Den störste och mest berömde av de äldre arsakidiska monarkerna var Artabanos II:s son Mithridates II (död 88 f.Kr.), som utvidgade riket, så att det sträckte sig från Indus till Eufrat. 

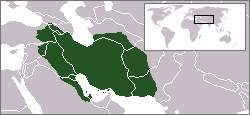
Partien som störst.

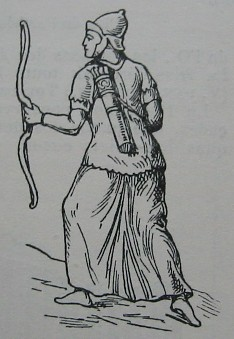
Reproduktion av partisk bågskytt från Trajanuskolonnen.

## Rikets nedgång
Omkring mitten av 100-talet f.Kr. sammanstötte den väldiga östmakten med västerns behärskare, romarna. Dessa försökte övergå Eufrat, och Fraates III (68–60 f.Kr.) kunde inte hindra det. Hans son Orodes I fördrev sin broder Mithradates III, som flydde till romarna men blev infångad och avrättad. Orodes II vann, med hjälp av den partiske generalen Surena, en stor seger över den romerske fältherren Crassus i det stora slaget vid Carrhae (53 f.Kr.). Snart trängde parterna ända in i Syrien och Mindre Asien, till dess de tillbakaslogs av Publius Ventidius 38 f.Kr. Två år därefter led Gaius Antonius  nederlag mot Fraates IV (37–32 f.Kr.). Sedan utbröt tronstridigheter, och Augustus kunde genom hotelser till och med förmå Fraates att utlämna de legionsörnar och krigsfångar, som tagits vid Carrhae. Men förhållandet mellan de båda stormakterna var fortfarande spänt; i synnerhet var det om herraväldet över Armenien man tvistade.
Genom kejsar Tiberius mästerliga diplomati försvagades parternas makt, och först Vologeses I (51–91 e.Kr.) kunde åter uppta aktionen mot romarna. Han lyckades sätta sin broder Tiridates på Armeniens tron; det krig, som med anledning härav utbröt, slutade därmed, att Tiridates fick ta Armenien som län av romarna. En senare parterkung (död 191) råkade i krig med kejsar Trajanus, som gjorde Armenien, Mesopotamien och Assyrien till provinser och förde arsakidernas gyllne tron i Ktesifon till Rom. Hadrianus, som ansåg att romarriket blivit för stort att kunna framgångsrikt försvaras, utrymde emellertid Trajanus erövringar, Vologeses III (död 192 e.Kr.) gick åter anfallsvis till väga, men Mesopotamien stannade i armeniernas ägo. Den siste partiska kungen, Artabanes IV, slog kejsar Macrinus vid Nisibis (218 e.Kr.), men stupade 226 mot sasaniden Artakshatra (Artaxerxes), och därmed var det partiska rikets saga all. Det nypersiska väldet trädde i stället.